# 斯文豪小山蜗牛
斯文豪小山蜗牛（学名：Platyrhaphe swinhoei），是中腹足目山蜗牛科Platyrhaphe属的一种。主要分布于台湾，常栖息在生长于落叶下或地上。